# Rotta di collisione (romanzo)
Rotta di collisione (Collision course) è un romanzo di fantascientifico del 1978 scritto da Barrington J. Bayley.
È il numero 69 della serie Cosmo. Collana di Fantascienza. È il numero 235 della serie Urania Collezione.
Il romanzo è stato ispirato dalle dimensioni temporali multiple proposte da John William Dunne. La trama è incentrata sulla collisione di due "presenti" alternativi, con implicazioni disastrose per la realtà.

## Trama
In una Terra futura l’archeologo Rond Heshke viene chiesto di indagare i resti di insediamenti di alcuni insediamenti alieni. Scorrendo delle fotografie fatte agli scavi, Heshke si rende conto che le rovine divengono sempre più nuove.
Durante lo studio delle rovine viene rivelato il ritrovamento di una macchina del tempo nemica. Heske finisce coinvolto in una missione il cui tentativo è sventare un'invasione dal futuro viaggiando nel tempo.
Durante il viaggio entra in contatto con altra civiltà i cui cittadini vivono in due linee temporali sfasate detta "Città Alambicco".
Scoperto che umani e alieni vivono su due rotte temporali opposte, che se entrassero in collisione distruggerebbero lo spazio tempo di entrambi i mondi, Heske incontrà un civiltà intelligente detta "Entità Obliqua" in grado di alterare la collisione temporale e ridurre la distruzione di entrambe le linee temporali.

## Personaggi
- Rond Heske: Archeologo terrestre
- Huen Su-Hueng: Cittadino della Città Alambicco

## Significato letterario e ricezione
Rhys Hughes, nella sua recensione del lavoro di Bayley, ha classificato il romanzo come il terzo miglior racconto di Bayley, ma pur sempre il più originale, con paradossi temporali nella fantascienza moderna, sottolineando che, per la prima volta, i romanzi di Bayley avevano raggiunto gli elevati standard di i suoi racconti.
John Clute ha descritto Collision Course, insieme a Dai bassifondi di Klittmann City e Annihilation Factor, come "vari successi", ma ha ritenuto che  La caduta di Chronopolis è stata la storia di viaggi nel tempo meglio realizzata da Bayley.
Analizzando il romanzo per Vector (periodico della British Science Fiction Association), Brian Stableford ha criticato la tendenza di Bayley a passare arbitrariamente da un punto di vista all'altro, ma ha concluso che "[lo] troverai un'esperienza gratificante".
Nel 1990, Collision Course vinse il giapponese Seiun Award per il miglior romanzo tradotto.

## Edizioni
- Barrington J. Bayley, Rotta di collisione, a cura di Riccardo Valla, collana Cosmo. Collana di Fantascienza n° 69, traduzione di Gianpaolo Cosato e Sandro Sandrelli, Milano, 1978  [1973],  p. 161.